# Ла-Нёввиль (округ)
Ла-Нёвилль (фр. La Neuveville) — бывший округ в Швейцарии. Центр округа — город Ла-Нёвилль. Округ входил в кантон Берн.
Существовал до 2009 года. С 1 января 2010 года вошёл в состав нового округа Бернская Юра.

## Коммуны округа
| Герб       | Коммуна    | Население (2007) | Площадь км² | Официальный код |
| ---------- | ---------- | ---------------- | ----------- | --------------- |
| Дьесс      | Дьесс      | 428              | 9,44        |                 |
| Ламбуэн    | Ламбуэн    | 671              | 9,10        |                 |
| Ла-Нёввиль | Ла-Нёввиль | 3512             | 6,80        |                 |
| Нодс       | Нодс       | 716              | 26,70       |                 |
| Прель      | Прель      | 808              | 6,98        |                 |
|            | Итого (5)  | 6135             | 59,02       |                 |